# Günther von der Groeben
Günther Wilhelm Karl Graf von der Groeben (* 11. Juni 1832 in Berlin; † 28. Februar 1900 ebenda) war ein preußischer Generalleutnant.

## Leben

### Herkunft
Günther war ein Sohn des preußischen Generals der Kavallerie Karl von der Groeben (1788–1876) und dessen Ehefrau Selma, geborene Freiin von Dörnberg (1797–1876). Sein Bruder Georg (1817–1894) avancierte zum General der Kavallerie, ein weiterer Bruder Friedrich (1827–1889) wurde ebenfalls Generalleutnant.

### Militärkarriere
Groeben besuchte Gymnasien in Düsseldorf und Münster. Während des anschließenden Besuchs der Rheinischen Friedrich-Wilhelms-Universität in Bonn leistete er 1852/53 als Einjährig-Freiwilliger seinen Militärdienst im Garde-Husaren-Regiment der Preußischen Armee ab. Mit dem Eintritt in dieses Regiment begann am 1. November 1853 seine Militärkarriere. Groeben avancierte Mitte Juni 1854 zum Sekondeleutnant und absolvierte 1857/60 zur weiteren Ausbildung die Allgemeine Kriegsschule. Dieses Kommando musste er 1859 aufgrund der Mobilmachung anlässlich des Sardinischen Krieges kurzzeitig unterbrechen. Groeben stieg im Mai 1852 zum Premierleutnant auf und wurde zur Topographischen Abteilung des Generalstabes kommandiert. Während des mobilen Verhältnisses anlässlich des Krieges gegen Dänemark befand er sich 1864 bei der Ersatz-Eskadron seines Regiments. Im März 1865 kehrte Groeben in den Truppendienst zurück und bei der Mobilmachung anlässlich des Krieges gegen Österreich wurde er im Juni 1866 Rittmeister und Eskadronchef. Groben führte seine Eskadron in den Kämpfen bei Soor und Königinhof. In der Schlacht bei Königgrätz konnte sich Groeben besonders durch eine Attacke auf österreichische Infanterie auszeichnen, wurde hierbei aber durch einen Sturz mit dem Pferd schwer verletzt. Nach dem Friedensschluss erhielt er für sein Wirken den Roten Adlerorden IV. Klasse mit Schwertern.
Im Krieg gegen Frankreich führte Groeben seine 4. Eskadron 1870/71 in den Kämpfen bei Gravelotte, Beaumont, Sedan, an der Hallue, bei Bapaume, Saint-Quentin sowie bei der Belagerung von Paris. Mit seiner Eskadron führte er am 31. Dezember 1870 die Sprengung einer für die Armée du Nord strategisch wichtigen Brücke zwischen Cambrai und Douai durch und wurde dafür mit dem Eisernen Kreuz I. Klasse ausgezeichnet.
Unter Verleihung des Charakters als Major wurde Groeben nach dem Frieden von Frankfurt Mitte Dezember 1871 Adjutant beim Generalkommando des V. Armee-Korps in Posen. In dieser Stellung erhielt er Mitte März 1872 das Patent zu seinem Dienstgrad und wurde am 24. Oktober 1872 als etatsmäßiger Stabsoffizier in das Ostpreußische Kürassier-Regiment Nr. 3 „Graf Wrangel“ nach Königsberg versetzt. Am 5. August 1876 kommandierte man ihn zur Vertretung des Kommandeurs des 2. Westfälischen Husaren-Regiments Nr. 11 nach Düsseldorf. Groeben wurde am 12. Dezember 1876 zunächst mit der Führung des Regiments beauftragt und am 8. September 1877 zu Kommandeur dieses Verbandes ernannt. Bis Mitte September 1882 avancierte er in dieser Stellung zum Oberst und wurde am 26. März 1885 unter Stellung à la suite zum Kommandeur der 20. Kavallerie-Brigade in Hannover ernannt. Er stieg Mitte Februar 1888 noch zum Generalmajor auf und wurde am 22. März 1889 unter Verleihung des Roten Adlerordens II. Klasse mit Eichenlaub und Schwertern am Ringe mit der gesetzlichen Pension zur Disposition gestellt. Nach seiner Verabschiedung erhielt Groeben am 21. September 1889 den Charakter als Generalleutnant und aus Anlass des 25. Jahrestag der Schlacht bei Saint-Quentin würdigte ihn Kaiser Wilhelm II. durch die Verleihung des Sterns zum Kronenorden II. Klasse.

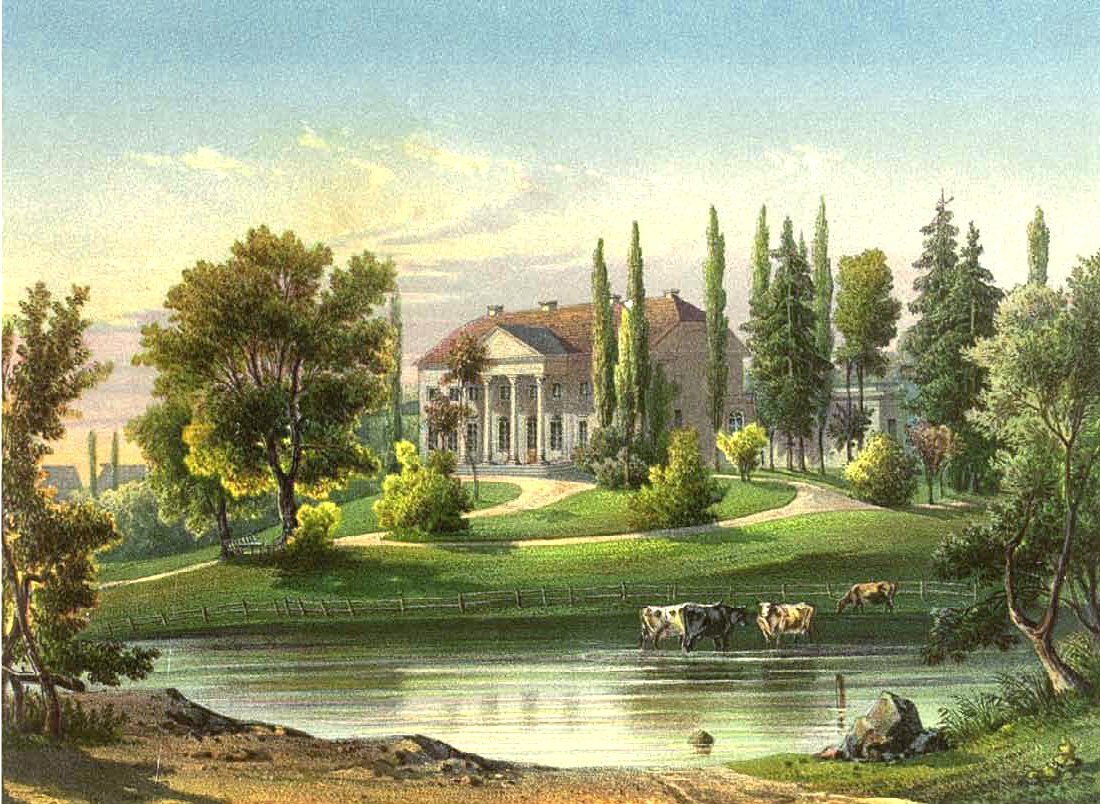
Gut Neudörfchen um 1860, Sammlung Alexander Duncker

Er war Ehrenritter des Johanniterordens und Herr auf Neudörfchen bei Marienwerder.

### Familie
Groeben hatte sich am 19. Juni 1887 in Kassel mit Louise von Eschwege (1847–1941), verwitwete Gräfin von Wedel verheiratet. Die Ehe blieb kinderlos. Sie führte in Berlin einen der größten Salons.